# 亨德里克森海峽
77°50′N 96°30′W / 77.833°N 96.500°W
亨德里克森海峽（英語：Hendriksen Strait）是加拿大的天然海峽，位於北極群島的北冰洋海域，由努納武特地區負責管轄，北面是阿蒙德靈內斯島，南面是康沃爾島，東接挪威灣。